# Sutton (Virgínia de l'Oest)
Sutton és una població dels Estats Units a l'estat de Virgínia de l'Oest. Segons el cens del 2000 tenia 1.011 habitants.

## Poblacions més properes
El següent diagrama mostra les poblacions més properes.